# Can Vidal (Maçanet de la Selva)
Can Vidal és una masia de Maçanet de la Selva (Selva) inclosa a l'Inventari del Patrimoni Arquitectònic de Catalunya.

## Descripció
Masia de dues plantes; la planta baixa, contempla quatre obertures molt interessants: en la part central, trobem dos portals d'accés. Per una banda, tenim el més noble, és a dir el que actua com a entrada principal, el qual és d'arc carpanell rebaixat compost de dovel·les, grans muntants de pedra i en la clau central hi ha uns inscripció molt interessant, que aporta informació sobre l'autor i la data de la reforma de la casa: “L'any 1992 – la casa- ha estat renovada pel paleta Narcís Gispert”. Mentre que per l'altra, trobem l'accés secundari. Es tracta d'un portal adovellat de mig punt, amb dovel·les de grans proporcions. En els laterals, trobem dues obertures de similar tipologia: rectangulars, llinda monolítica, conformant un arc pla i muntants de pedra. Pel que fa al primer pis o planta noble, trobem tres obertures reproduïdes amb la típica solució compositiva, de llinda monolítica, conformant un arc pla, i muntants de pedra. Per sobre, trobem un rellotge de sol bastant minúscul en comparació amb d'altres de gran mida, però per contra molt ben definit i estilitzat. Coberta amb una teulada de vessants a laterals de dues aigües.

## Història
La dada més antiga d'aquesta casa és de l'any 1732, quan n'era propietari en Francesc Masferrer hisendat de l'Esparra, municipi de Riudarenes. Al 1781, en Josep Selva n'era masover i treballava la terra conjuntament amb al seu propietari, Francesc Masferrer i Cabré. Al 1785, ja treballava la terra pel seu compte i pagava 30 lliures cada any d'arrendament. El mateix masover pagava l'any 1798 un censal de 150 sous a la família Font, de Santa Coloma. Al 1792, també pagava un cens de dos pollastres a Pío Feliu, i l'any 1802, 13,5 mesurons de blat a Josep Sala i Soler, el procurador del qual era en Miquel Aregay, de Can Corones. L'any 1786 en Josep Selva pagava dos mesurons i tres picotins d'ordi a la Marquesa de Cartellà. La propietat havia tingut una gran extensió de terra, això se sap perquè els veïns del voltant de la casa els feien censos de terreny que havien estat de Can Vidal. Al 1918 ho comprà en Josep Gelmà Sabaté a Francesc d'Asís Masferrer Morell. A finals dels anys vuitanta del segle passat, el propietari era el seu fill, Emili Gelmà i Pascual, casat amb Mercè Sureda, els quals es dedicaven a l'agricultura i ramaderia i treballaven les terres de Can Vidal, tot i que no vivien a la casa permanentment.